# Stesheni (Same)
Stesheni ist ein Verwaltungsbezirk (Ward) des Distrikts Same in der tansanischen Region Kilimandscharo.

## Geografie
Stesheni liegt im Nordosten von Tansania rund 90 Kilometer Luftlinie südsüdöstlich der Regionshauptstadt Moshi. Der Bezirk grenzt im Norden an Same, im Osten an Kisima und Mwembe, im Süden an Bangalala und im Südwesten und Westen an Ruvu. Bei der Volkszählung 2022 lebten 9065 Menschen in 2247 Haushalten auf einer Fläche von 177 Quadratkilometern.

## Gliederung
Der Bezirk besteht aus fünf Orten (Kitongoji):
- Stesheni
- Masandare
- Kitamri
- Kiwanja
- Majengo

## Wirtschaft und Infrastruktur
- Bildung: Im Bezirk liegen zwei weiterführende Schulen.[8] Die 2008 von der katholischen Kirche eröffnete Joyland Girls’ Secondary School ist eine Internatsschule für Mädchen mit einer Ausbildung bis zum O-Level.[9][10] Die Same Secondary School ist eine staatliche Schule für Burschen.[11]
- Gesundheit: Die Masandare Dispensary ist eine öffentliche Apotheke, die auch kleine chirurgische Eingriffe durchführt.[12]
- Eisenbahn: Die Bahnstation Same der Usambarabahn liegt im Nordosten des Bezirks.[3]